# Skånes universitetssjukhus

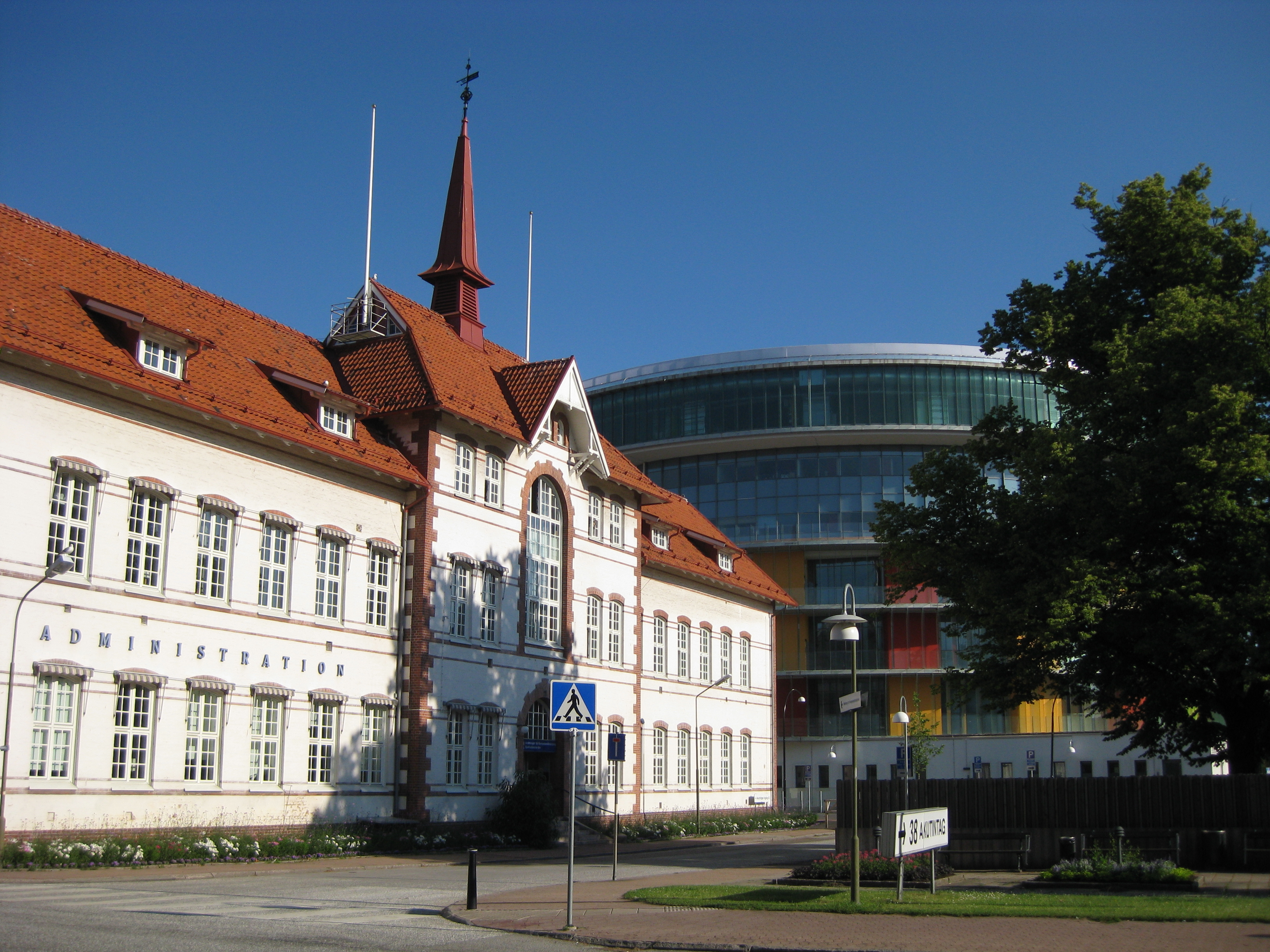
Gamla administrationsbyggnaden framför akut- och infektionsbyggnaden i Malmö.

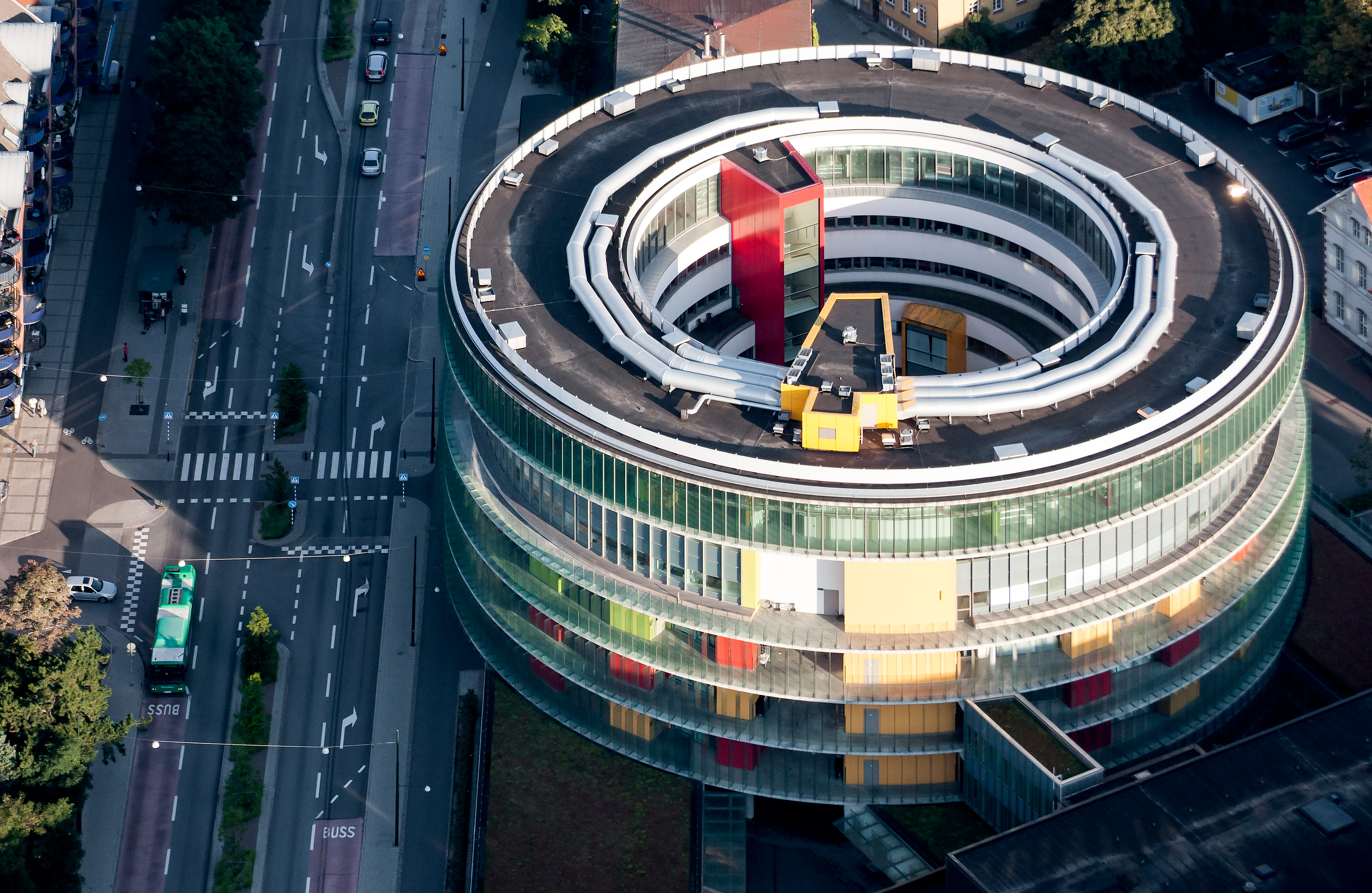
Akut- och infektionsbyggnaden i Malmö.

Skånes universitetssjukhus (Sus) är ett sjukhus grundat den 1 januari 2010 genom sammanslagning av Universitetssjukhuset i Lund och Universitetssjukhuset Mas i Malmö. Sjukhuset har omkring 12 000 anställda och är Sveriges tredje största universitetssjukhus och bedriver avancerad sjukvård, utbildning och forskning i nära samarbete med Lunds universitet och Malmö universitet.
Verksamheten bedrivs främst i Lund och Malmö men även på flera andra orter.

## Lunds sjukhusområde
Innan sammanslagningen var Universitetssjukhuset i Lund Skånes största sjukhus och bedrev högspecialiserad sjukvård inom flertal områden. I Lund finns högspecialiserad verksamhet inom bland annat neurologi, ÖNH-sjukdomar, radiologi med barnradiologi, neuroradiologi och interventionell neuroradiologi, klinisk fysiologi, klinisk neurofysiologi, klinisk genetik, Yrkes- och miljömedicin, dermatologi, neurokirurgi, thoraxkirurgi med hjärttranplantationskirurgi och lungtransplantationskirurgi som riksresurs, kardiologi med interventionell kardiologi och elektrofysiologisk undersökningar av hjärtat, lungmedicin, hematologi, gynekologi med gynekologisk onkologi, rehabiliteringsmedicin och neonatalogi. Lund är ett av två nationella barnhjärtcentrum, håller bland annat regionens traumacentrum, regionens onkologiska centrum, regionens reumatologiska centrum och barnreumatologiska centrum, centrum för gynekologisk onkologi och regionens barnmedicinska centrum.

## Malmö sjukhusområde
I Malmö finns huvudområdena Akut, Medicin, Rekonstruktiv kirurgi, Laboriatoriemedicin och Barn-urologi-kvinnosjukvård. Ett femtiotal professorer bedriver utbildning och forskning, däribland världsledande forskning rörande diabetes och blödningssjukdomar. Malmö har ett centrum för kärlkirurgi, och Sveriges modernaste och största anläggning för bilddiagnostik som innehåller bland annat radiologi, klinisk fysiologi, punktionscytologi och en avdelning för radiofysik.
Malmö var först i Sverige med en ny teknik för att hindra att hjärtat tar skada vid bestrålning mot bröstcancer. Det görs genom andningsstyrd strålning.

## Orupssjukhuset i Höör
I utkanten av Höör ligger Orupssjukhuset, som byggdes som ett sanatorium i början av 1900-talet men idag är helt specialiserat på rehabilitering för bland annat ryggmärgs- och hjärnskadade. Denna del av Skånes universitetssjukhus tar emot patienter från hela Sverige inom vissa inriktningar. Förutom tre vårdavdelningar och en omfattande öppenvård finns på anläggningen träningslokaler, simbassäng, samt kök och andra lokaler som ska efterlikna en hemmiljö.